# Ammobates dusmeti
Ammobates dusmeti là một loài Hymenoptera trong họ Apidae. Loài này được Popov mô tả khoa học năm 1951.